# 柘植恵水
柘植 恵水（つげ えみ、1971年6月13日 - ）は、NHKのアナウンサー。

## 人物
名古屋市立菊里高等学校を経て南山大学を卒業後、1995年入局。大学ではチアリーディング部に所属しており、全国大会出場経験がある。
NHKの同期には青山祐子（アナウンサー、2019年退職）と長尾香里（報道局専任キャスター）、寺澤敏行（アナウンサーを経て本部報道局国際部記者、2013年夏よりアナウンサー復帰）がいる。寺澤とTBSテレビプロデューサーの今井夏木は、高校時代の同級生。

## 現在の担当番組
- 石丸謙二郎の山カフェ アンカー（ラジオ第1、2025年4月5日 - ）
- 子ども科学電話相談 司会（ラジオ第1、2023年4月9日 - ）
- こども手話ウイークリー 語り （教育テレビ（Eテレ））

## 過去の担当番組
- ポップジャム 司会（1998年4月 - 2000年3月）
- BS情報パーク ワイド東京（1998年4月 - 2000年3月、石井麻由子と隔週交替）
- NHKニュース7 ニュースリーダー（2000年3月 - 2001年3月、石井麻由子と隔週交替）
- フォーク大集合（2000年）司会
- おはよう東海（2002年4月 - 2003年3月）
- ほっとイブニング（2003年4月 - 9月、担当途中で妊娠が判明、途中降板し産休に入る）
- 生活ほっとモーニング「もっと知りたい」担当（2007年3月まで。「プラス」シリーズの前身）
- きょうの料理プラス（2007年4月 - 2010年3月）
- 趣味の園芸プラス（2007年4月 - 2010年3月）
- チアリーディング日本選手権大会 実況（2013年9月）
- 極める!「高田純次の宝石学」語り（2011年10月）
- 100分de名著「宮沢賢治/銀河鉄道の夜」ナレーション（2011年12月）
- スタジオパークからこんにちは - 青山祐子産休取得時の司会代行（2012年1月23日・27日/2月2日・24日・27日/3月5日・15日）
- 週刊ブックレビュー司会（2011年4月 - 2012年3月）
- 「今日は一日“学園ドラマソング”三昧」番組進行（2014年2月11日）
- ウイークエンド中部（2012年8月 - 2016年3月）
- ワイルドライフ（BSプレミアム） ナレーション
- きょうの料理（Eテレ、2016年4月 - 2019年3月）
- グッチ裕三の日曜ヒルは話半分（FM放送、2017年4月30日 - 2022年3月）進行
- NHK映像ファイル あの人に会いたい（総合テレビ、2017年4月 - 2022年5月14日）ナレーション
- ひるまえ ほっと（2019年4月 - 2021年3月）
- おかえりモネ1週間ダイジェスト（総合テレビ、2021年5月 - 10月）ナレーション（サンドウィッチマンと）
- 夏休み子ども科学電話相談（2022年8月2日）
- 長野県のニュース（長野放送局への応援、2022年11月29日・30日）
- 冬休み子ども科学電話相談（2022年12月28日・29日）
- 音の風景（NHKラジオ第1放送ほか）ナレーション
- ごごカフェ（ラジオ第1、2022年4月4日 - 2023年3月17日）金曜日担当
- NHK手話ニュース845（Eテレ）ナレーター、日本語センター出向[要出典]
- 国語辞典サーフィン アンカー（ラジオ第1、2023年4月8日 - 2025年2月17日）